# Alessandro Foglietta
Alessandro Foglietta (Supino, 1º febbraio 1953) è un ex politico italiano.

## Biografia
Diplomato in ragioneria, è stato dirigente provinciale del Movimento Sociale Italiano di Frosinone, membro del comitato centrale di Alleanza Nazionale, presidente della federazione provinciale di AN, consigliere regionale del Lazio (è capogruppo di AN dal 1994 al 2000) e portavoce dell'allora presidente Storace (2003-2004).
È stato deputato del Parlamento europeo, gruppo parlamentare dell'Unione per l'Europa delle Nazioni, eletto nel 2004 per la lista di Alleanza Nazionale, nella circoscrizione centro, con 70 000 preferenze, dopo la rinuncia di Gianfranco Fini e di Altero Matteoli, incompatibili con le cariche di governo italiano. È stato membro della Commissione per l'ambiente, la sanità pubblica e la sicurezza alimentare; della Commissione per i problemi economici e monetari; della Commissione per il controllo dei bilanci; della Delegazione alla commissione parlamentare mista UE-Cile; della Delegazione per le relazioni con il Canada. Termina il proprio mandato nel 2009.
Dal 2006 al 2016 è stato sindaco del paese natale, Supino.
Non aderisce al nascente partito del Popolo della Libertà per contrasti con la dirigenza provinciale frusinate e in particolar modo con il senatore Giuseppe Ciarrapico. Promuove la nascita della lista Ribellati Ciociaria con la quale, senza candidarsi personalmente, sostiene il candidato dell'Unione di Centro Domenico Marzi alle elezioni provinciali di Frosinone del 2009.